# Xã Sherman, Quận Jasper, Iowa
Xã Sherman (tiếng Anh: Sherman Township) là một xã thuộc quận Jasper, tiểu bang Iowa, Hoa Kỳ. Năm 2010, dân số của xã này là 406 người.